# سيامينوسيد
السيامينوسيد (بالإنجليزية: Siamenoside ) هي عبارة عن مادة محلية طبيعية تتواجد في ثمرة نبات Siraitia grosvenorii ، جنباً إلى جنب مع مادة النيوموجروسيد (بالإنجليزية: Neomogroside ) . ويعتبر الخليط من هاتان المادتان الكيميائيتان حوالي 300 مرة أكثر حلاوة من السكروز . فهي تستخدم كمادة طبيعية للتحلية في الصين .